# Örsjö distrikt, Småland
Örsjö distrikt är ett distrikt i Nybro kommun och Kalmar län. 
Distriktet ligger väster om Nybro. 

## Tidigare administrativ tillhörighet
Distriktet inrättades 2016 och utgörs av en del av området som Nybro stad omfattade till 1971, delen som före 1969 utgjorde Örsjö socken.
Området motsvarar den omfattning Örsjö församling hade 1999/2000.